# Samiam
Samiam (pronunciat sam-I-am) és un grup de punk rock estatunidenc de Berkeley actiu des de 1988.

## Història
Samiam es va formar a finals de 1988 a partir de la dissolució del grup Isocracy. El seu primer concert va ser el gener de 1989 juntament amb Christ on Parade. Ha publicat treballs discogràfics amb New Red Archives i Hopeless Records als EUA i Burning Heart Records a Europa. A mitjans dels anys 1990, la banda va publicar dos àlbums en segells grans, amb Atlantic Records el 1994 i amb Ignition/Tommy Boy el 1997, fet que va proporcionar-li un èxit moderat i el videoclip de «Capsized» va emetre's amb regularitat a l'MTV.
Al llarg dels anys, Samiam ha realitzat nombroses gires internacionals i ha actuat amb bandes com Bad Religion, Green Day, The Offspring, NOFX, No Doubt, Sense Field, Blink-182, Deftones o Millencolin.
Samiam va fer una gira per Austràlia el setembre de 2009 conjuntament amb el grup A Death in the Family, i també va tocar a Santiago de Xile, San Miguel i São Paulo el desembre de 2009. L'octubre de 2010 es va tornar a ajuntar amb A Death in the Family per a una gira europea i per la Costa Est.

## Discografia

### Àlbums d'estudi
| Títol                   | Any  | Discogràfica                             |
| Samiam                  | 1990 | New Red Archives                         |
| Soar                    | 1991 | New Red Archives                         |
| Billy                   | 1992 | New Red Archives                         |
| Clumsy                  | 1994 | Atlantic Records                         |
| You Are Freaking Me Out | 1997 | Ignition Records / Burning Heart Records |
| Astray                  | 2000 | Hopeless Records / Burning Heart Records |
| Whatever's Got You Down | 2006 | Hopeless Records / Burning Heart Records |
| Trips                   | 2011 | Hopeless Records                         |
| Stowaway                | 2023 | Pure Noise Records                       |